# Edificio Bavaria
El Edificio Bavaria es un edificio de oficinas ubicada en la ciudad de Bogotá, la capital de Colombia. Fue diseñado en estilo racionalista, mide 89 metros de altura y tiene 29 pisos. Fue construido en 1963 en el extremo norte del Centro Internacional de la ciudad, en la Carrera Décima con calle 28. Es el 25° edificio más alto de la ciudad y el segundo más alto construido en la década de 1960, solo por detrás del Edificio Avianca. Fue diseñado por la firma Obregón Valenzuela y Cía.

## Sitio y arquitectura
La torre está localizada en el Centro Internacional Tequendama, sitio donde también se encuentran las Residencias Tequendama y el Hotel Tequendama. En sus inmediaciones se encuentran el Museo Nacional y la Ciudadela San Martín. 
La torre se divide en tres secciones: la más baja es de dos pisos de altura y se caracteriza por los pórticos de concreto que se forman entre sus tramos; la segunda está compuesta por una fachada modular; y la tercera y más alta consiste en un tope superior cerrado. Fue diseñado por el estudio de arquitectura Obregón Valenzuela y Cía, que también diseñó las vecinas Residencias Bavaria (1965) y el Edificio Colseguros (1974).

## Galería

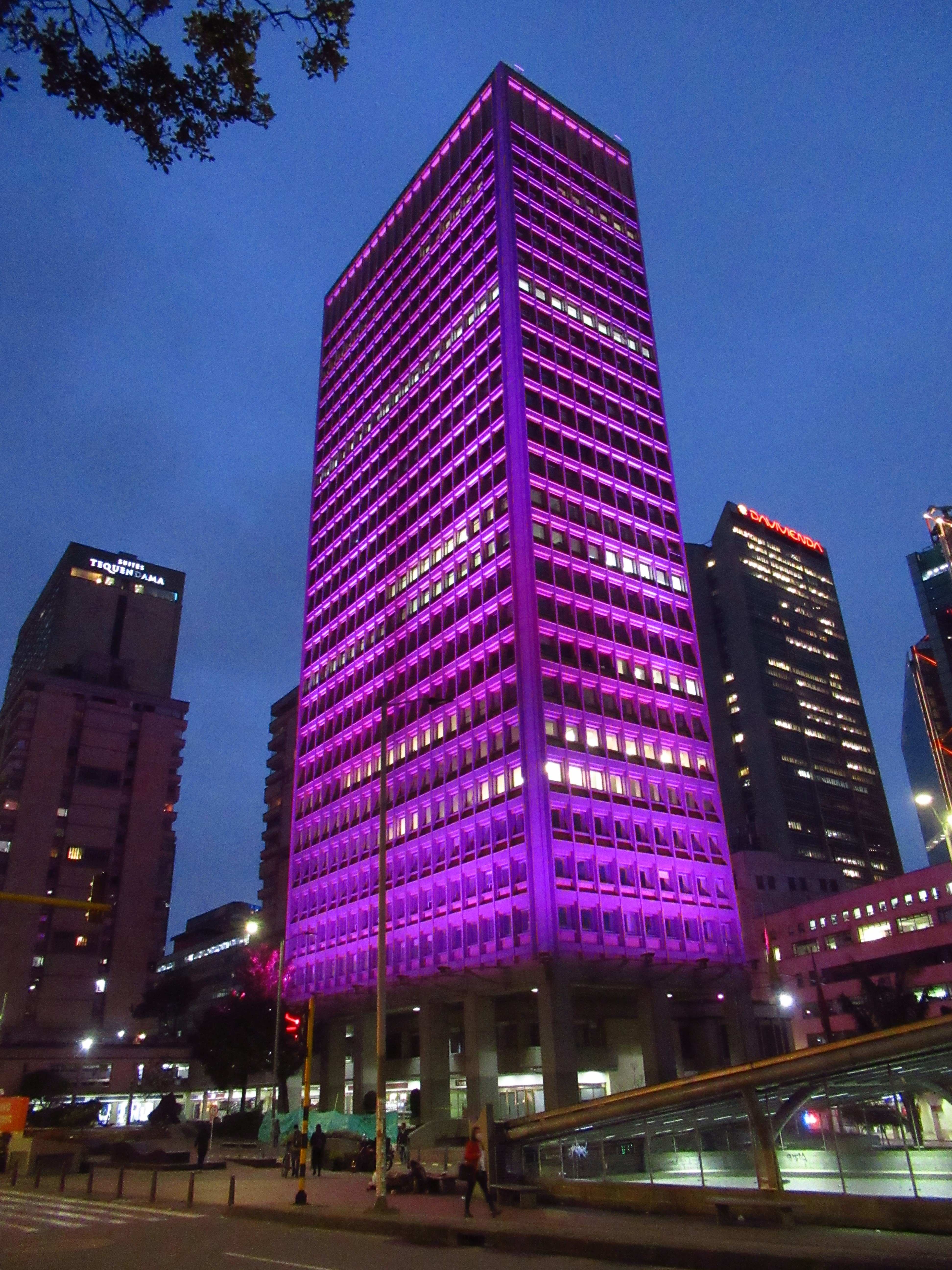
Iluminación nocturna
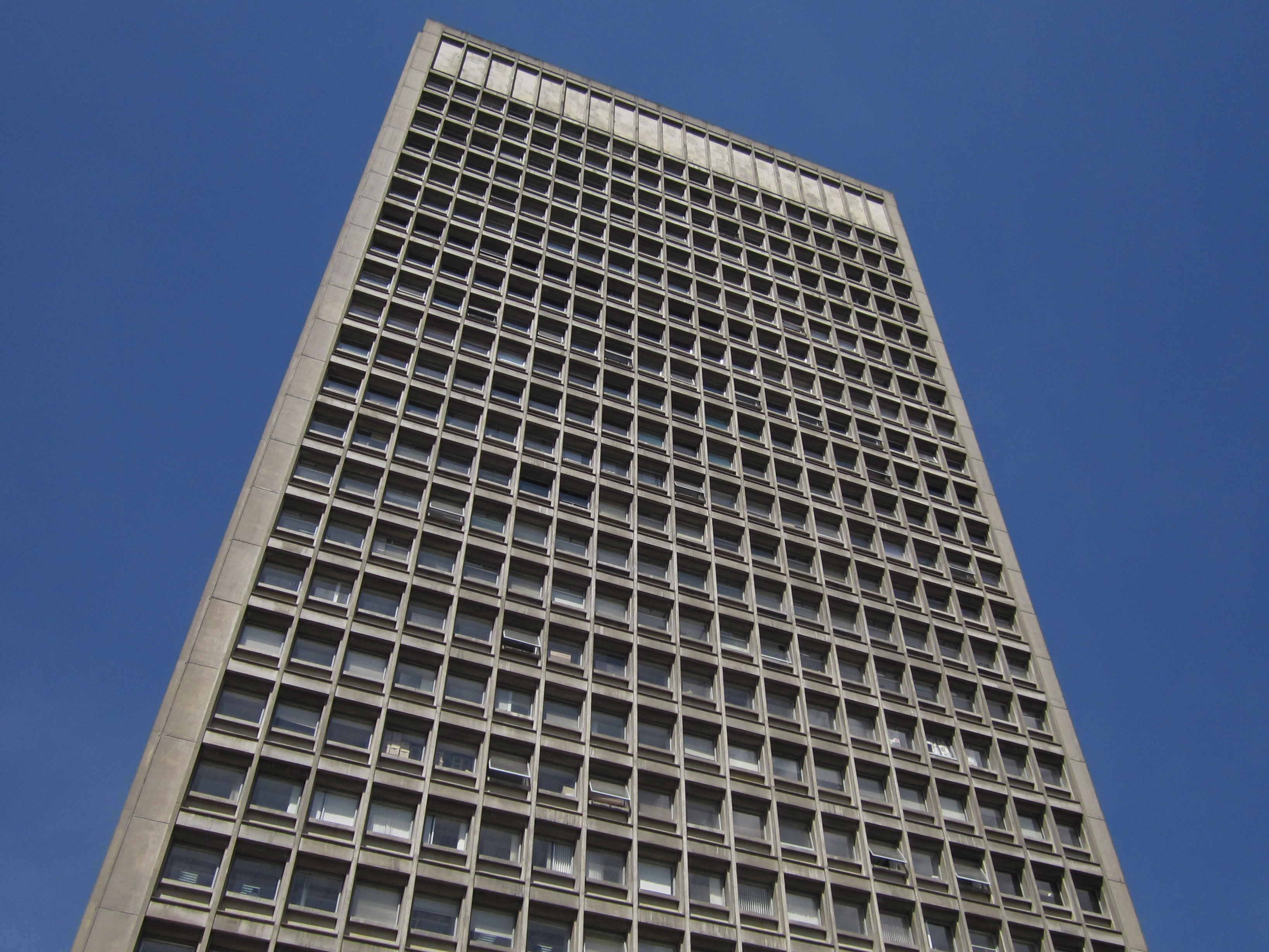
La fachada modular vista desde la calle
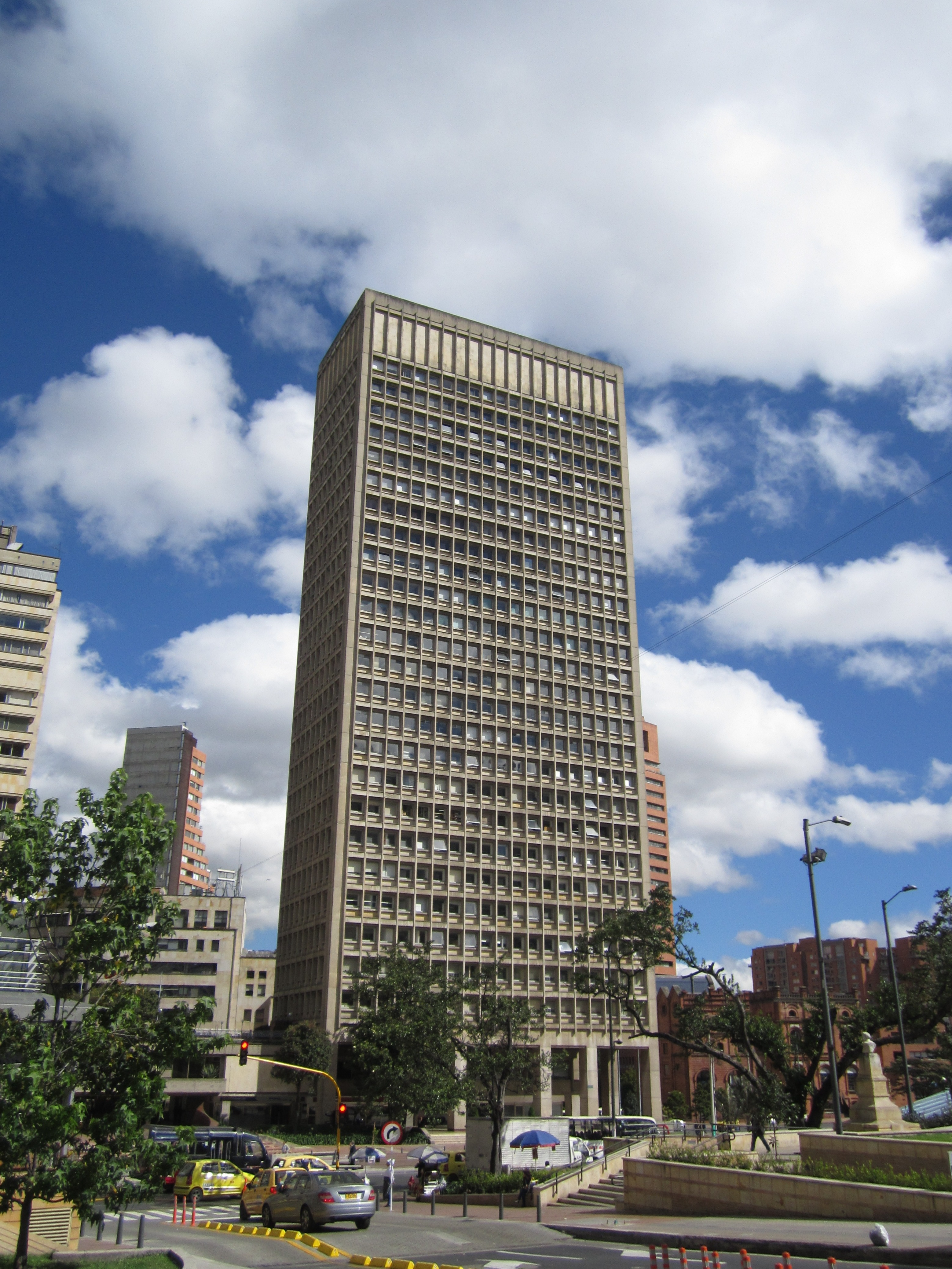
Vista desde el suroriente
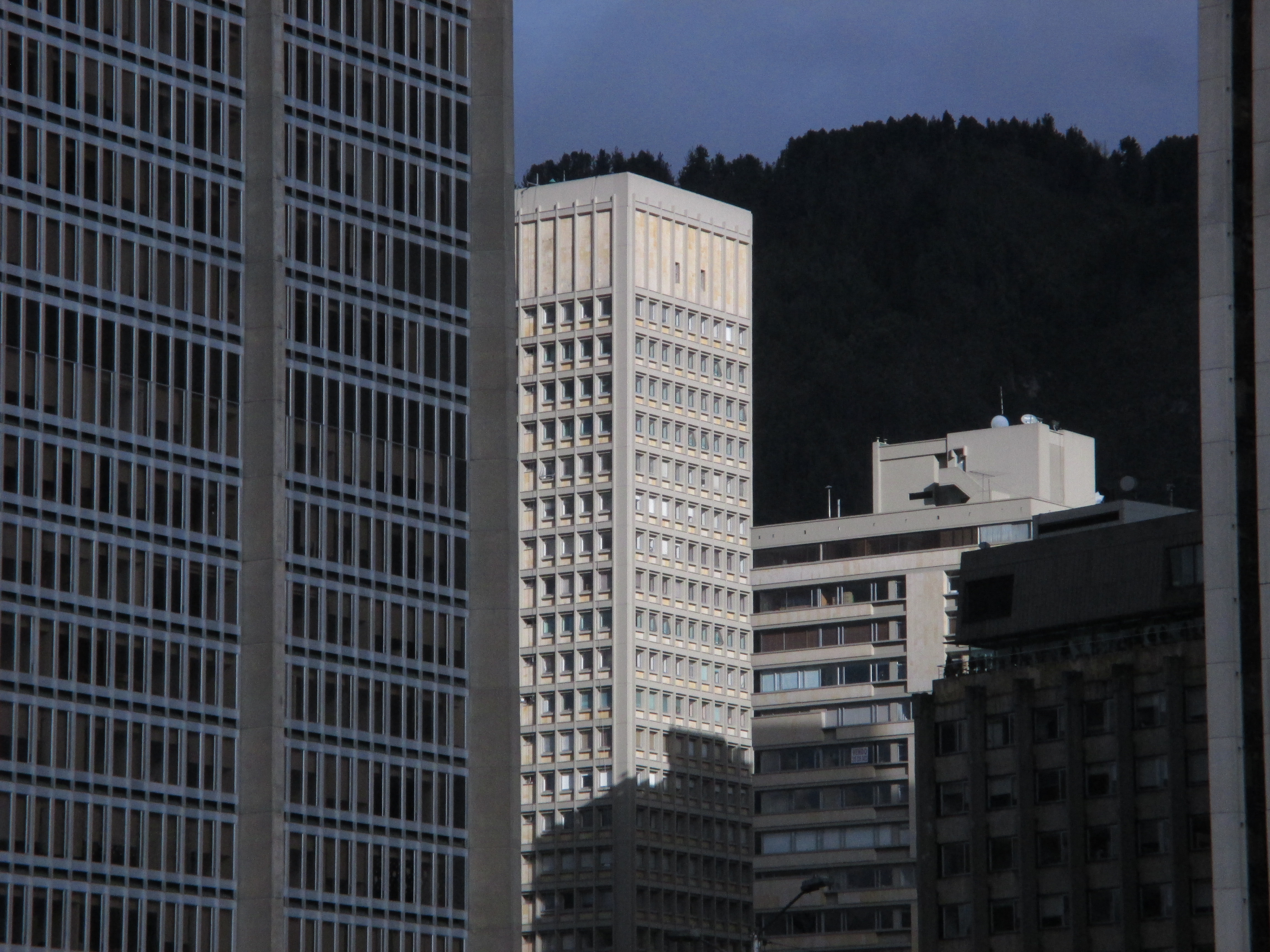
La torre entre los edificios de Centro Internacional